# العلاقات السورينامية النيبالية
العلاقات السورينامية النيبالية هي العلاقات الثنائية التي تجمع بين سورينام ونيبال.

## مقارنة بين البلدين
هذه مقارنة عامة ومرجعية للدولتين:
| وجه المقارنة                                              | سورينام                        | نيبال                             |
| --------------------------------------------------------- | ------------------------------ | --------------------------------- |
| المساحة (كم2)                                             | 163.27 ألف                     | 147.18 ألف                        |
| عدد السكان (نسمة)                                         | 563.40 ألف                     | 29.40 مليون                       |
| الكثافة السكانية (ن./كم²)                                 | 3.45                           | 199.76                            |
| العاصمة                                                   | باراماريبو                     | كاتماندو                          |
| اللغة الرسمية                                             | اللغة الهولندية                | اللغة النيبالية                   |
| العملة                                                    | دولار سورينامي، غيلدر سورينامي | روبية نيبالية                     |
| الناتج المحلي الإجمالي (بليون دولار)                      | 3.32 مليار                     | 24.47 مليار                       |
| الناتج المحلي الإجمالي (تعادل القوة الشرائية) بليون دولار | 9.07 مليار                     | 70.20 مليار                       |
| الناتج المحلي الإجمالي الاسمي للفرد دولار أمريكي          | 9.48 ألف                       | 743                               |
| الناتج المحلي الإجمالي للفرد دولار أمريكي                 | 16.64 ألف                      | 2.37 ألف                          |
| مؤشر التنمية البشرية                                      | 0.714                          | 0.548                             |
| رمز المكالمات الدولي                                      | +597                           | +977                              |
| رمز الإنترنت                                              | .sr                            | .np                               |
| المنطقة الزمنية                                           | 00                             | UTC+05:45، التوقيت الموحد لنيبال ‏ |

## منظمات دولية مشتركة
يشترك البلدان في عضوية مجموعة من المنظمات الدولية، منها:
| علم المنظمة | اسم المنظمة                        | تاريخ انضمام سورينام | تاريخ انضمام نيبال |
| ----------- | ---------------------------------- | -------------------- | ------------------ |
|             | يونسكو                             | 16 يوليو 1976        | 1 مايو 1953        |
|             | مؤسسة التمويل الدولية              | 1 سبتمبر 2011        | 7 يناير 1966       |
|             | منظمة حظر الأسلحة الكيميائية       | ?                    | ?                  |
|             | الأمم المتحدة                      | 4 ديسمبر 1975        | 14 ديسمبر 1955     |
|             | منظمة الشرطة الجنائية الدولية      | ?                    | ?                  |
|             | البنك الدولي للإنشاء والتعمير      | 27 يونيو 1978        | 6 سبتمبر 1961      |
|             | الاتحاد البريدي العالمي            | ?                    | ?                  |
|             | وكالة ضمان الاستثمار متعدد الأطراف | 2 يوليو 2003         | 9 فبراير 1994      |
|             | منظمة التجارة العالمية             | ?                    | ?                  |

## وصلات خارجية
- موقع وزارة الخارجية السورينامية
- موقع وزارة الخارجية النيبالية